# Éleu-dit-Leauwette
Eleu-dit-Leauwette – miejscowość i gmina we Francji, w regionie Hauts-de-France, w departamencie Pas-de-Calais.
Według danych na rok 1990 gminę zamieszkiwały 3402 osoby, a gęstość zaludnienia wynosiła 2908 osób/km² (wśród 1549 gmin regionu Nord-Pas-de-Calais Eleu-dit-Leauwette plasuje się na 258. miejscu pod względem liczby ludności, natomiast pod względem powierzchni na miejscu 934.).